# 黄金行动

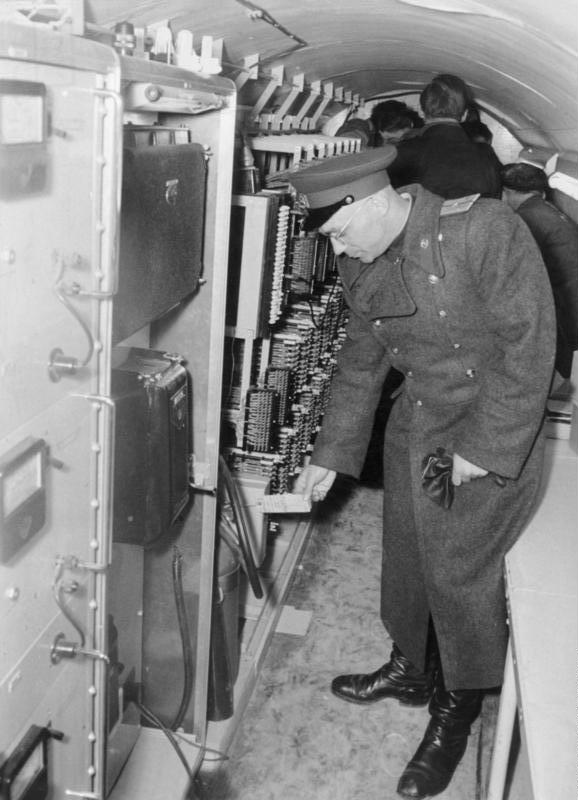
黄金行动的隧道被曝光后，驻东德苏联军队的军人正在检查该隧道。

黄金行动（英語：Operation Gold）也被英国政府称为跑表行动（英語：Operation Stopwatch）是20世纪50年代美国中央情报局和英国秘密情报局共同对驻东德苏联军队发起的窃听行动。但由于潜伏在英国政府内的苏联间谍乔治·布莱克事先已经警告了苏联政府，这使得这场行动没有什么效果。

## 简介
20世纪40年代末期时，科学界已经发现，在通电话时，真实声音在加密后的一瞬间仍然留在电线上，通过特殊手段可以从电缆线上把加密的电讯信号回波收集下来，经过技术处理把它还原成清晰的通讯内容。1949年开始，英国秘密情报局开始进行白银行动，在奥地利的维也纳英国占领区的地下向苏联占领区方向挖隧道，对苏联的通信电缆进行窃听，该行动成功窃取了一部分驻奥地利苏军的通信信息。
受白银行动的启发，美国中央情报局和英国秘密情报局计划在西柏林进行同样的行动，整个隧道的网络计划长2500米，其中有270米在东柏林，高2米，底部离地面6米，顶部离地面4米，隧道计划通往东柏林郊区的索恩法尔德公路，用以拦截在卡尔斯霍斯特的苏联空军司令部与柏林连接的陆上通讯线路。1953年12月，在美国中央情报局特工威廉·金·哈维的领导下，美国中央情报局和英国秘密情报局开始在西柏林的地下向苏联占领的东柏林方向挖隧道，试图挖到驻东德苏联军队的通信电缆附近并窃听驻东德苏联军队的通信信息，在挖掘的过程中，为了迷惑苏联人，美国工兵部队在距两德交界处100多米的地方建立了一个半地下的大仓库，目的是容纳从隧道里挖出的3100多吨泥土，美国政府还故意放风说他们正在建立一个雷达站，以观察东柏林机场附近的交通。美国中央情报局和英国秘密情报局还在隧道的东柏林部分立了一块告示牌，上面用德语和俄语写着“奉总司令的命令，严禁进入”的字样。

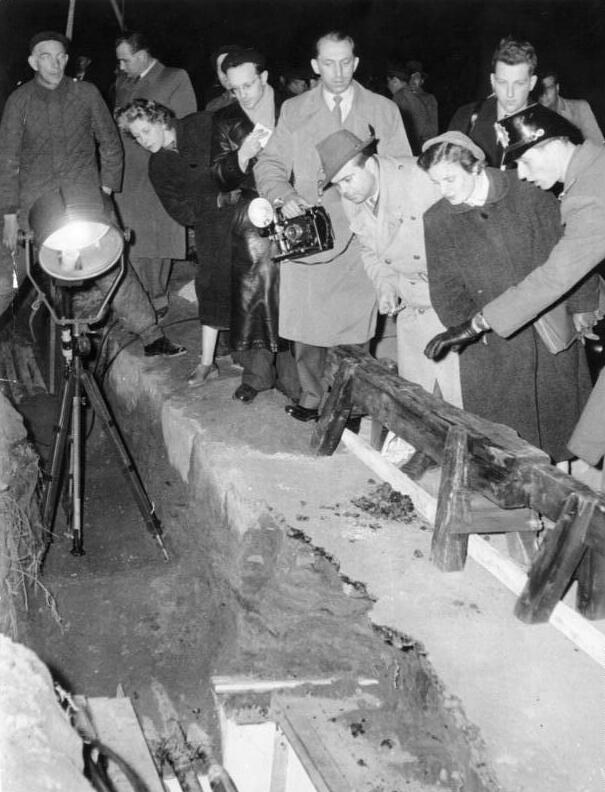
黄金行动的隧道被曝光后，德意志民主共和国政府向外界展示美国与英国在隧道中的间谍设备。

秘密隧道在1955年2月25日竣工，美国中央情报局和英国秘密情报局在仓库里安置了600台录音机，把所有的通讯内容全部录下来，这样，平均每天要使用800 盘录音磁带，打印至少4000米长的文传打字带。中央情报局每个星期都要派出专机将录音磁带运回美国华盛顿处理，然后将材料分送到中央情报局和英国秘密情报局。为了翻译这些材料，中央情报局里有50名精通俄语和德语的人员在一间只有约4平方米的密室里从事翻译工作。
但实际上，潜伏在英国政府内的苏联间谍乔治·布莱克事先已经把此事告诉了苏联政府，美国中央情报局和英国秘密情报局收到的是经过苏联政府筛选的信息。1956年4月3日，一小队苏联通信兵在德意志民主共和国的索恩法尔德公路上对通信线路进行维修时无意间发现了这条隧道，但鉴于门上“奉总司令的命令，严禁进入”不敢进入，后来得到上级的命令将门炸开强行闯入，根据德意志民主共和国通讯社报道，当时有3个美国人在里面工作，他们在仓惶逃跑时竟忘记将电灯和窃听器关闭。苏联政府随后向东柏林的记者介绍了如何发现隧道的经过，还让记者们参观了隧道及其里面的各种设施。
1961年，波兰人民共和国军事情报局副局长米哈爾·戈列涅夫斯基投奔西方，这使得乔治·布莱克被暴露，美国与英国才明白黄金行动失败的原因。

## 文化影响
黄金行动在英国小说家伊恩·麦克尤恩的《无辜者》和美国小说家托马斯·海因里希·爱德华·希尔的小说《柏林地下的声音:蒙特里·玛丽的故事》中被提及。